# Natiq Eyvazov
Natiq Sulduz oğlu Eyvazov (ros. Натиг Айвазов; ur. 2 listopada 1970) – radziecki i azerski zapaśnik walczący w stylu klasycznym. Olimpijczyk z Sydney 2000, gdzie zajął siódme miejsce w kategorii 54 kg.
Wicemistrz świata w 1994. Zdobył trzy medale na mistrzostwach Europy w latach 1993 - 1998. Brązowy medalista wojskowych MŚ w 2003 roku.